# 掌起站
掌起站是浙江省慈溪市建设中的一座高架市域铁路车站，属于宁波轨道交通10号线。车站计划于2026年底启用。

## 车站形制
掌起站位于慈溪市掌起镇掌起大街东侧。车站为高架二层四线侧式车站，长96米，宽31.7米，总建筑面积为9314平方米。车站规划为越行站。

## 出口
掌起站规划设置2个出口。